# DCF (fotografi)
DCF är en förkortning för Design rule for Camera File system och utgör en specifikation på hur filsystemet i en digitalkamera skall hanteras. DCF specifikationen är utgiven av ISO och inkluderar definitioner för katalogstrukturen, filnamnskonvention, teckenuppsättning och filformat. 
Filformatet i DCF är baserat på specifikationerna införda i Exif 2.1.
Rotkatalogen på ett minnesmedia som används i en digitalkamera ska enligt specifikationen innefatta en katalog med namnet DCIM (Digital Camera Images). Denna katalog ska i sin tur ska innehålla en flera underkataloger med valfritt namn inkluderande en tresifferskombination till exempel "123ABCDE". Det får dock inte förekomma två kataloger med samma tresifferskombination. De alfabetiska tecknen i namnet refererar oftast till kameratillverkaren. Bildfilerna som kameran placerar i någon av dessa kataloger ger ett unikt namn typ  "ABCD1234" där 1234 är bildens serienr.